# Kościół Wniebowzięcia Najświętszej Maryi Panny w Górze
Kościół Wniebowzięcia Najświętszej Maryi Panny w Górze – rzymskokatolicki kościół parafialny należący do parafii pod tym samym wezwaniem (dekanat borecki archidiecezji poznańskiej).
Obecna świątynia, murowana, w stylu późnoklasycystycznym została zbudowana w latach 1817 - 1830 i ufundowana przez Wiktora Szołdrskiego. Budowla jest jednonawowa i powstała na rzucie prostokąta, w fasadzie zachodniej umieszczona jest wieża. Wewnątrz znajduje się wydzielone prezbiterium, zamknięte półkoliście, nakryte sklepieniem konchowym. Wieżę zwieńcza neobarokowy dach hełmowy z 1928 roku. Do wyposażenia kościoła należą ołtarz główny w stylu rokokowym z obrazem św. Mikołaja z XVIII wieku oraz obraz św. Franciszka Ksawerego namalowany w 1720 roku.